# Muskhi
Muskhi és el nom que van donar a les tribus georgianes o armènies els hitites. En nombroses esteles hitites s'esmenten els muskhi o meskhi. El seu territori és anomenat Regne de Frígia en les fonts gregues i apareix també com a Meshech, Meshekh, Mečekh, i d'altres.
Els muskhi van emigrar a la regió cap al segle XII aC. Els historiadors pensen que la seva emigració va provocar desplaçaments en cadena que donaren lloc als Pobles de la Mar, amb la destrucció de Micenes, la caiguda de l'Imperi hitita i el desgavell a l'Egipte de Ramsès III. No es poden establir amb gaire seguretat els orígens ni l'ètnia dels muskhi, que van formar importants aliances amb els kashka.
Durant el primer any del seu regnat, el rei Teglatfalassar I d'Assíria (1115 aC a 1076 aC) es va enfrontar als muskhi en un territori no ben identificat anomenat Purukkuzu, al sud-est de l'antic regne dels hitites. Per una inscripció se sap que 20.000 muskhi amb els seus cinc reis, que probablement només eren caps tribals, que durant 50 anys havien posseït Alzi i Purukkuzu, i que cada any havien entregat tribus a Assíria, van ocupar el país de Kudmukhi. Teglatfalassar s'hi va enfrontar i els va vèncer. La inscripció diu: "Com un dimonide tempesta vaig amuntegar els cadàvers, vaig fer córrer la seva sang per les valls i les muntanyes, vaig tallar els seus caps i els vaig amuntegar com si fossin piles de gra al voltant de les seves ciutats. Em vaig emportar el botí i inombrables propietats, i vaig agafar la resta de les seves tropes, uns 6.000, que havien fugit i els vaig convertir en esclaus".
Després, les tribus del nord van formar la confederació de Deiaéna. Per als muskhi d'Anatòlia central, vegeu Regne de Frígia.
Els assiris parlen de dos grups de muskhi: un primer grup (segles XII a IX aC) que ocupava la zona entre el riu Arsànies i l'Eufrates (assenyalats generalment com Muskhi orientals) i un altre (segle VIII i VII aC) que vivien a Capadòcia i Cilícia (assenyalats com Muskhi occidentals); de les fonts assíries es deriva una identificació dels muskhi amb els frigis, no obstant sembla que, encara que després s'haurien acabat fusionat, inicialment eren dos pobles separats i així ho expliciten les fonts gregues. Diversos historiadors connecten els muskhi amb els moschoi (Μόσχοι) de les fonts gregues i amb la tribu georgiana dels meskhi. Hecateu de Milet (550 aC-476 aC) esmenta als Moschi i diu que eren còlquids (potser de parla georgiana) i vivien prop de la Matiene, el territori hurrita de Mitanni. Estrabó situa als Moschoi en dos llocs: a la moderna Ankhàzia (els anomena Moschoi) i a Moschice (Moschikê) on hi havia un temple de Leucòtea famós per la seva riquesa, territori dividit entre còlquids, armenis i ibers; els segons eren sens dubte els georgians meskhi o mesx’i. Plini el Vell al segle I esmenta als moscheni al sud d'Armènia (de l'Armènia d'aquell temps), a la frontera amb Capadòcia. Flavi Josep identifica als muskhi amb els meshech de la Bíblia. Procopi els anomena Meschoi i diu que eren súbdits dels ibers georgians i que van acabar abraçant el cristianisme com els seus amos. Pels romans d'Orient els moschoi eren els ancestres dels capadocis.
Els georgians anomenen somekhi als armenis, nom que derivaria de muskhi. L'antiga ciutat de Mtskheta, prop de Tbilisi, és considerada pels experts georgians com l'antiga capital de l'estat Muskhi.

## Marca Moschic o Meskhiana
Agathangelos esmenta una marca fronterera armènia governada per un vitaxe amb el nom de Mask't'ac' koļmanēn. Es tractaria de la Marca Moschich o Meskhiana nom derivat del poble moschi o meskhi/muskhi que habitaven al sud-oest del regne d'Ibèria. Tres regions en el límits d'aquest regne, Tao, Calarzene (Cholarzene) i Gogarene, van ser conquerides pels Artàxides armenis que van formar amb elles una marca al nord del regne d'Armènia. El vitaxe o marcgravi era el príncep de Gogarene. Se la va anomenar marca Moschic (o Moschich) i va ser el baluard contra els regnes d'Ibèria i Albània (Aghuània).
Com que el governant general era el príncep de Gogarene, sovint s'esmenta també com a Marca de Gogarene. La marca incloïa altres territoris i diversos principats. El vitaxe de Gogarene és el primer amb aquest càrrec que apareix a les fonts i, en general els vitaxes estan millor documentats que altres amb el mateix càrrec a altres marcgraviats; la línia de vitaxes i prínceps va sobreviure als altres en uns tres segles, desapareixent de la història al segle viii.
Aquests dinastes apareixen a les fonts sota diversos títols. Les inscripcions d'Armazi els titulen simplement "vitaxae". Els documents del cicle gregorià es refereixen a ells com a "Príncep del país de Gogarene, o com "L'altre Vitaxe" o "Príncep de la terra de Gogarene que també té la dignitat de vitaxe". El títol de 'L'altra Vitaxe' va existir perquè el marcgravi i vitaxe que s'anomenava Gran Vitaxe i governava la Marca Aràbiga. Es podria suposar que la cort d'Armènia havia intentat arranjar quan fos possible el delicat problema de la precedència entre els quatre vitaxes iguals. Així, mentre que el primer i el segon tetrarca, el de Medià i el de Síria, no tenien qualificacions addicionals, el tercer, l'àrab, es deia "Gran" i l'últim, el d'Ibèria, "L'Altre". Faust l'anomena "Vitaxe de Gogarene". Aquesta marca armènia-georgiana sembla haver estat anomenada comunament "Iberia" pels armenis i "Armènia" pels georgians. Faust anomena al marcgravi com a Vitaxe d'Ibèria o príncep d'Ibèria; aquest títol sembla portar el vitaxe Arshusha II (vers 451). El títol de vitaxe d'Ibèria apareix en diversos documents així com el de vitaxe d'Armènia. Una titulació similar a l'Altra Vitaxe apareix a les inscripcions d'Armazi, però només amb relació a un personatge de nom Zeuaches, en dos esteles, una en armazic i una en grec, commemoratives de la seva filla; en la inscripció grega es diu que el seu sogre era Publicius Agrippa i que també era vitaxe; no obstant sembla un cas de cooptació o de govern conjunt i el títol equivaldria a Vitaxe jove o menor o co-vitaxe.
Per la seva història vegeu Gugarq o Gogarene